# Kot birmański
Kot birmański (znany również jako Sacred Birman i Sacred Cat Of Burma) (nie należy go mylić z kotem burmańskim) – rasa kota należąca do ras półdługowłosych, uznanych przez FIFe.

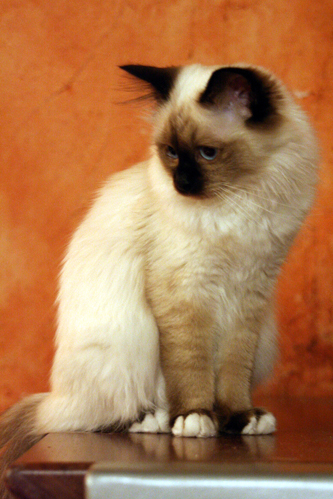
7-miesięczne kocię rasy birmańskiej

## Wygląd
Kot birmański ma wydłużone ciało, okrągłą głowę z krótkim pyskiem, jednak nie tak krótkim, jak u kota perskiego, „rzymski” nos, szafirowo-błękitne oczy i gęste, jedwabiste futro. Umaszczenie kotów tej rasy to klasyczny colourpoint (znaczenia na łapkach, pyszczku, uszach i ogonie w kolorze kontrastującym z bladym kolorem futerka na grzbiecie), który jest wzbogacony o białe skarpetki na przednich łapkach oraz „ostrogi” na łapkach tylnych. Kolor ostróg i skarpetek jest zawsze śnieżnobiały. Genetyka tej cechy jest niejasna; kot birmański to jedyna rasa mogąca pochwalić się tą cechą. Wyjątkowo trudno jest wyhodować kociaka, który posiadałby idealnie symetryczne „ostrogi” i „skarpetki”, dlatego też tak niewiele jest kotów birmańskich na wystawach. Ich umaszczenie musi być idealne, by mogły zdobywać nagrody wystawowe.
Występują w siedmiu podstawowych odmianach kolorystycznych:
- seal (czarny)
- czekoladowy
- niebieski
- liliowy
- rudy
- kremowy
- szylkretowy, przy czym szylkret możemy podzielić na pododmiany: seal, czekoladowy, niebieski i liliowy.

Ponadto, każda z wyżej wymienionych odmian może mieć swoją wersję pręgowaną (tabby).
Kociaki birmańskie rodzą się białe, wybarwiają się stopniowo aż do osiągnięcia wieku dorosłości (do około 3 lat).

## Historia
Z historią tej rasy związane są legendy. Według jednej z nich, koty te powstały w klasztorze w Birmie i były tam czczone jako wcielenia zmarłych mnichów. Nie wiadomo, w jaki sposób dotarły do Europy. Najprawdopodobniej samiec i samica zostali przywiezieni z Birmy do Europy na statku. Samiec nie przeżył, ale okazało się, że samica była w ciąży. 
Inna z wersji zdarzeń mówi o tym, że pierwsze okazy kotów birmańskich przywieziono do Europy w 1919 jako prezent od kapłanów khmerskich dla Francuza, Augusta Pavie, badacza i podróżnika. W 1925 pierwszy raz pokazano kota birmańskiego na wystawie, a od lat 60. XX wieku można było spotkać koty tej rasy w Stanach Zjednoczonych oraz Wielkiej Brytanii. 
Kolejna wersja głosi, że pierwsza para kotów tej rasy została wykradziona przez sługę ze świątyni Lao-Tsun i sprzedana milionerowi amerykańskiemu Vanderbiltowi w 1920.
Są to jednak tylko legendy. W rzeczywistości koty te uzyskano w ramach francuskiego programu hodowlanego z użyciem kotów europejskich krótkowłosych, kotów syjamskich i perskich. Owa legenda miała w pierwszych latach po powstaniu rasy zapewnić lepszą sprzedaż, jednak okazała się zadziwiająco trwała.

## Charakter
Bardzo przyjacielskie i życzliwe w stosunku do ludzi, koty te są inteligentne i towarzyskie, ale nie nachalne. Potrafią porozumieć się z innymi domowymi zwierzętami. Bardzo lubią dzieci. Są raczej nieufne wobec obcych, szybko przywiązują się do swojej rodziny, wybierając sobie szczególnie jednego z jej członków. Nie lubią samotności i potrzebują towarzystwa ludzi.